# شرم

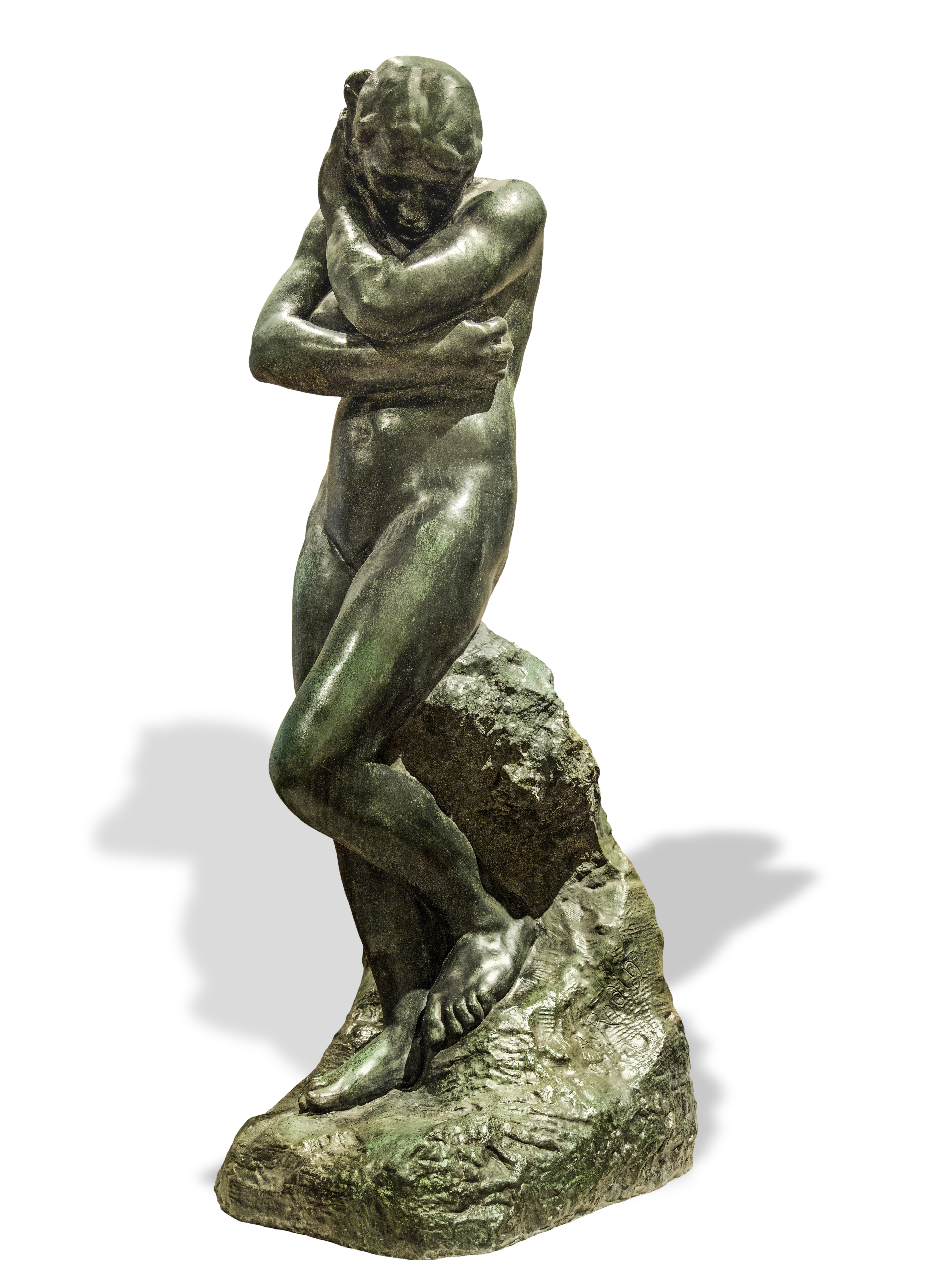
در این اثر از آگوست رودن با نام حوا پس از هبوط دیده می‌شود که حوا خود را پوشانده و سرش را به نشانه شرم پایین آورده‌است.

شرم یک احساس ناخوشایند خودآگاه است که معمولاً با ارزیابی منفی از خود همراه است. انگیزه های کناره گیری؛ و احساس پریشانی، آشکار شدن، بی اعتمادی، ناتوانی و بی ارزشی.
شرم‏ به معنی گرفتگی روان است از چیزی، و ترک آن چیز از ترس خواری و پستی که در آن است.
در نظر ابن مسکویه «گرفتاری جان است در ترس از آلوده شدن به زشتی‌ها و پرهیز از بدگوئی»
حیا صفت کسی است که گناهی را که مرتکب شده می‌پوشاند یا از آشکار شدن آنچه به درون او مربوط می‌شود امتناع می‌کند
و نیز اگر کسی از ترس گرفتار شدن به کبر و غرور، دیگران را از ستودن کمالات و فضایل خود منع کند، به این حالت نیز حیا گفته می‌شود.
حیا بر دو نوع است. نفسانی و ایمانی:
حیای نفسانی حیائی است که خداوند آن را در هر جانی آفریده‌است. مثل حیا از پیدا شدن زشتی.
حیای ایمانی حیائی است که به موجب آن، مؤمن از ترس خدا از گناه امتناع می‌کند.
فرق خجالت و حیا این است که خجالت اضطراب توأم با ترس و شگفتی است و در نتیجه آگاهی از ناتوانی در هماهنگی با واقعیت، چه زشت و چه زیبا، به وجود می‌آید.
در حالی که حیا عبارت است از آگاهی از چیز زشت و پرهیز از شرکت در وقوع آن و تنفر از آن. پس حیا دارای یک معنی اخلاقی است و دلالت بر ترس و توبه دارد.
به این جهت رسول خدا (ص) فرمود: حیا بخشی از ایمان است، اگر حیا نداری هر چه می‌خواهی بکن. علت این امر این است که کسی که حیا ندارد شرمنده نمی‌شود تا این شرمندگی او را از گناه و زشتی بازدارد پس کسی که از بدی حیا نکند، از ننگ نمی‌ترسد.
این مطلب می‌رساند که آنچه مانع انسان از دست یازیدن به بدی می‌شود، حیا است و اگر انسان حیا را کنار گذارد مایل است به هر گمراهی و زشتی آلوده گردد.
شرم عموماً یک تأثیر، هیجان، شناخت و یک فعل است.